# New Albany (Indiana)
New Albany es una ciudad ubicada en el condado de Floyd en el estado estadounidense de Indiana. En el Censo de 2010 tenía una población de 36.372 habitantes y una densidad poblacional de 929,4 personas por km².

## Geografía
New Albany se encuentra ubicada en las coordenadas 38°18′27″N 85°49′37″O / 38.30750, -85.82694. Según la Oficina del Censo de los Estados Unidos, New Albany tiene una superficie total de 39.13 km², de la cual 38.69 km² corresponden a tierra firme y (1.13%) 0.44 km² es agua.

## Demografía
Según el censo de 2010, había 36.372 personas residiendo en New Albany. La densidad de población era de 929,4 hab./km². De los 36.372 habitantes, New Albany estaba compuesto por el 85.76% blancos, el 8.69% eran afroamericanos, el 0.23% eran amerindios, el 0.68% eran asiáticos, el 0.02% eran isleños del Pacífico, el 1.71% eran de otras razas y el 2.91% pertenecían a dos o más razas. Del total de la población el 3.68% eran hispanos o latinos de cualquier raza.